# 春夏秋冬 (松山千春の曲)
「春夏秋冬」（はるなつあきふゆ）は、松山千春が1987年10月25日にリリースした24枚目のシングルである。

## 解説
松山が2006年に発表したアルバム『再生』に収録されている「春夏秋冬」は、泉谷しげるが1972年に発表した曲のカバーであり、当曲とは同名異曲である。

## 収録曲
| 全作詞・作曲: 松山千春、全編曲: 飛澤宏元。 |              |          |            |      |
| #                                          | タイトル     | 作詞     | 作曲・編曲 | 時間 |
| 1.                                         | 「春夏秋冬」 | 松山千春 | 松山千春   | 5:52 |
| 2.                                         | 「ブルース」 | 松山千春 | 松山千春   | 4:21 |
| 合計時間:                                  | 合計時間:    | 10:13    |            |      |

## メディアでの使用
| #   | 曲名         | タイアップ                                   |
| --- | ------------ | -------------------------------------------- |
| A-1 | 「春夏秋冬」 | サッポロビール『サッポロクラシック』CMソング |